# Țureni, Herța
Țureni (în ucraineană Цурень, transliterat: Țuren, în rusă Цурень și în germană Zurin) este un sat reședință de comună în raionul Herța din regiunea Cernăuți (Ucraina). Are 946 locuitori, preponderent români. 
Satul este situat la o altitudine de 196 metri, în partea de nord-vest a raionului Herța, pe malul râului Prut. De această comună depind administrativ satele Mamornița (sau Mamornița Ucraineană) și Vama (sau Mamornița Românească).

## Istorie
Localitatea Țureni a făcut parte încă de la înființare din regiunea istorică Bucovina a Principatului Moldovei. În ianuarie 1775, ca urmare a atitudinii de neutralitate pe care a avut-o în timpul conflictului militar dintre Turcia și Rusia (1768-1774), Imperiul Habsburgic (Austria de astăzi) a primit o parte din teritoriul Moldovei, teritoriu cunoscut sub denumirea de Bucovina. După anexarea Bucovinei de către Imperiul Habsburgic în anul 1775, localitatea Țureni a făcut parte din Ducatul Bucovinei, guvernat de către austrieci, făcând parte din districtul Cernăuți (în germană Czernowitz).  
După Unirea Bucovinei cu România la 28 noiembrie 1918, satul Țureni a făcut parte din componența României, în Plasa Cosminului a județului Cernăuți. Pe atunci, majoritatea populației era formată din români. 
Ca urmare a Pactului Ribbentrop-Molotov (1939), Bucovina de Nord a fost anexată de către URSS la 28 iunie 1940. Bucovina de Nord a reintrat în componența României în perioada 1941-1944, fiind reocupată de către URSS în anul 1944 și integrată în componența RSS Ucrainene. 
Începând din anul 1991, satul Țureni face parte din raionul Herța al regiunii Cernăuți din cadrul Ucrainei independente. La recensământul din 1989, numărul locuitorilor care s-au declarat români plus moldoveni era de 865 (108+757), reprezentând 96,11% din populația localității . În prezent, satul are 946 locuitori, preponderent români.

## Demografie
Componența lingvistică a localității Țureni
     Română (94,4%)
     Ucraineană (5,29%)
     Alte limbi (0,32%)
Conform recensământului din 2001, majoritatea populației localității Țureni era vorbitoare de română (94,4%), existând în minoritate și vorbitori de ucraineană (5,29%).
1989: 900 (recensământ)
2007: 946 (estimare)

### Recensământul din 1930
Componența etnică a comunei Țureni (județul Cernăuți)
     Români (96,99%)
     Germani (1%)
     Evrei (1,57%)
     Altă etnie (0,44%)
Componența confesională a comunei Țureni
     Ortodocși (96,56%)
     Romano-catolici (1,72%)
     Mozaici (1,57%)
     Greco-catolici (0,15%)
Conform recensământului efectuat în 1930, populația comunei Țureni se ridica la 698 locuitori. Majoritatea locuitorilor erau români (96,99%), cu o minoritate de germani (1,00%) și una de evrei (1,57%). Alte persoane s-au declarat: polonezi (1 persoană), ruși (1 persoană) și ruteni (1 persoană). Din punct de vedere confesional, majoritatea locuitorilor erau ortodocși (96,56%), dar existau și mozaici (1,57%), romano-catolici (1,72%) și greco-catolici (0,15%).

## Obiective turistice
- Biserica "Sf. Mihail" - construită în anul 1796
- Biserica "Sf. Nicolae" - construită în anul 1883
- Biserica de lemn cu hramul "Sf. Paraschiva" - construită în anul 1888, are o clopotniță de tip zvoniță [6]